# Gnewitz
Gnewitz – gmina w Niemczech,  w kraju związkowym Meklemburgia-Pomorze Przednie, w powiecie Rostock, wchodząca w skład urzędu Tessin.

## Toponimia
Nazwa pochodzenia połabskiego, od imienia osobowego *Gněv (por. pol. Gniew, Gniewosz).